# رفتاردرمانی
رفتاردرمانی (به انگلیسی: Behaviour therapy) یا روان‌درمانی رفتاری یک اصطلاح گسترده است که به روان‌درمانی بالینی گفته می‌شود و از تکنیک‌های ناشی از رفتارگرایی استفاده می‌کند.